# Echium callithyrsum
Echium callithyrsum Webb ex Bolle, conocido como tajinaste azul de Gran Canaria o de Tenteniguada, es una especie de planta arbustiva perteneciente a la familia Boraginaceae originaria de la Macaronesia.

## Descripción

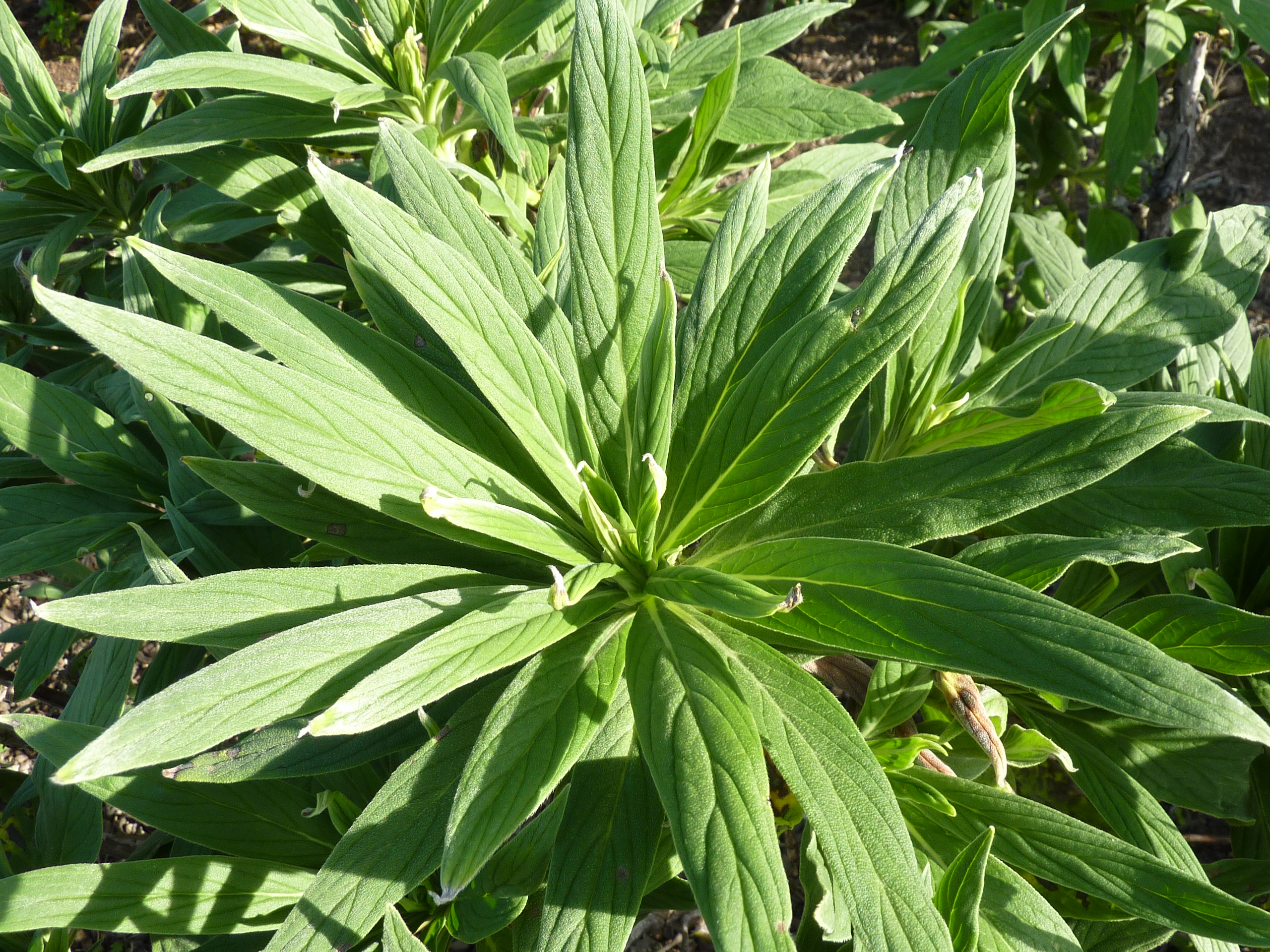
Detalle de la roseta.

Arbusto ramificado que puede alcanzar una altura de 3,5 metros de altura. Hojas áspero-vellosas, oval-lanceoladas que pueden medir hasta 20 cm de largo. Inflorescencias muy llamativas en forma piramidal o cilíndrica que van desde el color azul hasta el blanco o fucsia, se puede dar la combinación de estos.
Florece entre enero y abril, y su fructificación va de marzo a julio.
Planta hermafrodita autocompatible. Polinización: entomófila especializada. Dispersión de las semillas: gravitacional. Se reproduce fácilmente por semillas.

## Distribución y hábitat
Endemismo de la isla de Gran Canaria, se distribuye por las localidades influenciadas por los vientos alisios que le aportan una constante humedad, es una planta que sustituye al Monteverde. Suele crecer en conos volcánicos o en suelos de cultivos abandonados, en tierras que aunque son pobres en nutrientes, tienen un buen drenaje.
Se desarrolla en zonas húmedas del norte y noreste de la isla, entre 450 y 1500 m s. n. m., a pleno sol, tolerando bien la sombra. 
Los lugares donde se puede encontrar el Echium callithyrsum suelen ser en los riscos sobre San Mateo y Lagunetas, Tenteniguada, Roque Saucillo, barranco de los Cernícalos, entre la Presa de Los Pérez y Berrazales.
Su mayor y más conocida población se encuentra en Tenteniguada.

## Taxonomía
Echium callithyrsum fue descrita por Philip Barker Webb atribuyéndola a Carl Bolle, siendo publicada en Index Seminum in Horto Botanico Berolinensis en 1867.
Etimología
Echium: nombre genérico que deriva del griego echion, derivado de echis que significa víbora, por la forma triangular de las semillas que recuerda vagamente a la cabeza de una víbora.
callithyrsum: epíteto latino  formado a partir de kalli, que significa hermoso, y thyrsos, que es el tipo de inflorescencia de esta planta.

## Estado de conservación
Especie muy amenazada por ser rara. Una de sus principales amenazas es la aparición de especies invasoras en su hábitat así como por la tala descontrolada de los leñadores y la destrucción de su espacio natural.

## Nombres comunes
En su isla de procedencia es conocido simplemente como tajinaste azul, aludiendo al color de sus flores. Fuera de la isla y en textos divulgativos se le denomina como tajinaste azul de Gran Canaria o de Tenteniguada, por su lugar de crecimiento.